# Yorunn Ligneel
Yorunn Ligneel (2 oktober 2003) is een Belgische atlete, die gespecialiseerd is in het hoogspringen. Ze veroverde één Belgische titel.

## Loopbaan
Ligneel werd in 2022 voor het eerst Belgisch indoorkampioene hoogspringen.
Club
Ligneel is aangesloten bij Houtland Atletiekclub.

## Belgische kampioenschappen
Indoor
| Onderdeel    | Jaar |
| ------------ | ---- |
| hoogspringen | 2022 |

## Persoonlijke records
Outdoor
| Onderdeel    | Prestatie | Datum       | Plaats  |
| ------------ | --------- | ----------- | ------- |
| hoogspringen | 1,81 m    | 22 mei 2022 | Lokeren |

Indoor
| Onderdeel    | Prestatie | Datum            | Plaats           |
| ------------ | --------- | ---------------- | ---------------- |
| hoogspringen | 1,79 m    | 26 februari 2022 | Louvain-la-Neuve |

## Palmares
hoogspringen
- 2020:  BK indoor AC – 1,71 m
- 2020:  BK AC – 1,74 m
- 2022:  BK indoor AC – 1,79 m
- 2023:  BK indoor AC - 1,77 m